# Travelling Notes
Travelling Notes è un album realizzato da Sebastian Piovesan nel 2018, registrato presso Artesuono Recording Studios  e pubblicato dall'etichetta Dodicilune.
Nel 2019 il progetto è tra i due vincitori del Concorso Nazionale “Chicco Bettinardi” per Nuovi Talenti del Jazz italiano,aggiudicandosi anche il premio del pubblico.
| Recensione                  | Giudizio |
| --------------------------- | -------- |
| Audiophile Sound Dinamica   |          |
| Audiophile Sound Timbrica   |          |
| Audiophile Sound Soundstage |          |
| Audiophile Sound Dettaglio  |          |

## Tracce
1. Disoriented Breeze – 5:20 (musica: Sebastian Piovesan)
2. Evenings – 7:34 (musica: Sebastian Piovesan)
3. Whillip – 5:23 (musica: Sebastian Piovesan)
4. Aeonian – 2:48 (musica: Sebastian Piovesan)
5. Around a Round Trip – 7:26 (musica: Sebastian Piovesan)
6. Funky Feeling – 6:51 (musica: Sebastian Piovesan)
7. Näeme Jälle – 7:27 (musica: Sebastian Piovesan)

## Formazione
- Sebastian Piovesan - basso, composizioni e arrangiamenti
- Francesco Ivone - tromba
- Giorgio Giacobbi - sax tenore e sax soprano
- Francesco De Luisa - pianoforte
- Camilla Collet - batteria